# 巴尔韦德省
巴尔韦德省（西班牙語：Provincia de Valverde，西班牙語發音：[balˈβeɾðe]）是多明尼加共和國西北部的一個省。下轄3個自治市鎮（municipio），以及9個自治市政區（Municipal district），首府在馬奧。

## 概要
巴尔韦德在1958年脫離聖地牙哥省。

## 行政區

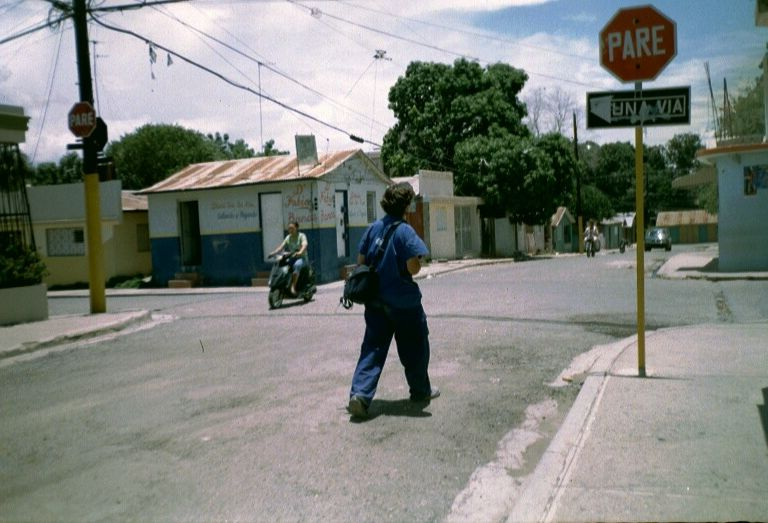
馬奧的街道

| 市鎮名稱     | 總人口 | 城市人口 |
| ------------ | ------ | -------- |
| 艾斯佩蘭薩   | 98,126 | 80,052   |
| 拉古納薩拉達 | 64,160 | 32,107   |
| 馬奧         | 97,125 | 79,108   |